# 普兰肯
普兰肯（德語：Planken，德語發音：[ˈplaŋkn̩] ⓘ；阿勒曼尼语列支敦士登方言：Planka）是列支敦士登的一个市镇，位于该国东北部，总面积5.3平方千米，2019年6月30日总人口为478人，为列支敦士登人口最少的市镇。